# ديف جولد
ديف جولد (بالإنجليزية: Dave Gold)‏ هو شخصية أعمال أمريكي، ولد في 5 يونيو 1932 في كليفلاند في الولايات المتحدة، وتوفي في 22 أبريل 2013 في لوس أنجلوس في الولايات المتحدة بسبب نوبة قلبية.